# Homem funcional
A teoria geral dos sistemas baseia-se nos conceitos de que a organização são sistemas de papeis nas quais o homem funcional é o indivíduo que se comporta como executante de um determinado papel, inter relacionando–se com os demais indivíduos, como um sistema aberto, administrando suas expectativas e ajustando-se a novos papeis que lhe são atribuídos.